# Marianne Rosenberg
Marianne Rosenberg (Berlijn, 10 maart 1955) is een Duitse zangeres. Ze is in het Nederlandse taalgebied vooral bekend van haar hit Ich bin wie du.

## Levensbeschrijving
Haar vader was een muzikant die vanwege zijn Roma-afkomst tijdens de Tweede Wereldoorlog gevangen zat in het concentratiekamp Auschwitz. Na de oorlog was hij de voorzitter van de Roma in de regio Berlijn-Brandenburg.
Haar muzikale carrière begon al op haar vijftiende, toen ze een talentenjacht won. Datzelfde jaar nog mocht ze een singletje opnemen dat een bescheiden hit werd in Duitsland. De single Mr. Paul McCartney haalde daar de 33e plaats in de top 50. Het jaar daarop, in 1970, brak Rosenberg echt door met de #8-hit Fremder Mann. Gedurende de jaren zeventig bleef ze top 10-hits scoren in Duitsland met schlagerrepertoire. In 1975 deed ze mee aan de Duitse voorronde voor het Eurovisiesongfestival met het liedje Er gehört zu mir. Het lied werd slechts 10de, maar groeide uit tot een ware klassieker in Duitsland. Het kwam tot #7 in de Duitse hitlijst en kwam op #62 in de Duitse ‘beste lied aller tijden’-verkiezing van 2005.
Met de single Ich bin wie du (1975), de opvolger van Er gehört zu mir, wist Rosenberg in 1976 door te breken in de Lage Landen. Ze haalde een #2 hit in Nederland, en in Vlaanderen stond ze een week op de eerste plaats van de top 30. Deze single bereikte in Duitsland de 18e plaats als hoogste positie. In Vlaanderen bleef het bij deze ene hit. In Nederland volgde nog Lieder der Nacht, de Duitse versie van haar Tout peut arriver au Cinema, waarmee ze in 1976 meedeed aan de Luxemburgse voorronde voor het Euroviesiesongfestival. Haar grote hit is echter nog steeds populair in de homoscene (homo-icoon). In 2009 stond Ich bin wie du op de 3e plaats in de Homo top 100 van BNN. Het liedje wordt op de Nederlandstalige radio nog vrij vaak gedraaid, terwijl het in Duitsland veel minder bekend is dan Er gehört zu mir.
Na haar discoschlagers nam haar succes ook in eigen land af. Rosenberg nam nog drie keer deel aan de Duitse voorrondes voor het Eurovisiesongfestival (1978, 1980 en 1982). Aan het eind van de jaren zeventig schakelde ze over op een ander repertoire. In 1979 en 1980 scoorde ze Duitse hitjes met Herz aus Glas en Ruf an! (covers van Blondies Heart of glass en Call me). Ze wist nog even met enkele singles mee te drijven op de Neue Deutsche Welle, maar scoorde na 1982 geen hits meer. In die periode liet Rosenberg nog wel zien dat ze geëngageerd is door zich uit te spreken tegen atoomwapens en rassenhaat en door een samenwerking met de linkse rockmuzikant Rio Reiser.
In 1989 had ze een comeback met een Engelstalig album en het hitje I need your love tonight. Het bleek geen nieuwe ommekeer in haar carrière, want de opvolgers waren weer in de Duitse taal. Na 1993 verdween ze weer voor een tijdje uit de schijnwerpers. Er verschenen echter wel nieuwe albums en Rosenberg bleef ook optreden. In 2004 beleefde ze opnieuw een kleine comeback met een album met nieuwe versies van haar oude hits. Voor dit album had ze alle nummers opnieuw ingezongen, ook de muziek was opnieuw gearrangeerd en opgenomen. Rosenberg kreeg hierbij de hulp van enkele grote namen als Mousse T., Xavier Naidoo en Söhne Mannheims. De nieuwe versies van Marleen en Er gehört zu mir bereikten de Duitse top 100. Van deze cd Für immer wie heute verscheen ook een beperkte oplage met bonus-cd. Daarop is ook een Nederlandstalige opname van haar debuuthit Mr. Paul McCartney te vinden. Deze vertaling heet paradoxaal genoeg Onbekende jongen.
In 2019 kwam haar CD Im Namen Der Liebe uit, welke nummer 1 in de Duitse Album Hitparade haalde.

## Discografie

### Singles in België en Nederland
| Single met eventuele hitnotering(en) in de Nederlandse Top 40 | Datum van verschijnen | Datum van binnenkomst | Hoogste positie | Aantal weken | Opmerkingen              |
| ------------------------------------------------------------- | --------------------- | --------------------- | --------------- | ------------ | ------------------------ |
| Ich bin wie du                                                | 1976                  | 07-02-1976            | 2               | 11           | #2 in de Single Top 100  |
| Lieder der nacht                                              | 1976                  | 12-06-1976            | 24              | 3            | #20 in de Single Top 100 |

| Single met hitnotering(en) in de Vlaamse Ultratop 50 | Datum van verschijnen | Datum van binnenkomst | Hoogste positie | Aantal weken | Opmerkingen         |
| ---------------------------------------------------- | --------------------- | --------------------- | --------------- | ------------ | ------------------- |
| Ich bin wie du                                       | 1976                  | -                     |                 |              | #1 in de BRT Top 30 |

### NPO Radio 2 Top 2000
| Nummer met noteringen in de NPO Radio 2 Top 2000 | '99 | '00 | '01 | '02 | '03 | '04 | '05 | '06 | '07  | '08 | '09  | '10 | '11  | '12  | '13  | '14  | '15  | '16  | '17  | '18  | '19  | '20  | '21  | '22  | '23  | '24  |
| ------------------------------------------------ | --- | --- | --- | --- | --- | --- | --- | --- | ---- | --- | ---- | --- | ---- | ---- | ---- | ---- | ---- | ---- | ---- | ---- | ---- | ---- | ---- | ---- | ---- | ---- |
| Ich bin wie du                                   | 715 | 726 | 582 | 513 | 850 | 923 | 868 | 911 | 1097 | 876 | 1062 | 929 | 1180 | 1134 | 1259 | 1237 | 1114 | 1297 | 1250 | 1039 | 1132 | 1035 | 1184 | 1207 | 1108 | 1271 |

1. ↑  Een vetgedrukt getal geeft de hoogste notering aan.

### Top-10 hits in Duitsland
1972 - Fremder Mann (#8)
1972 - Er ist nicht wie du (#5)
1973 - Jeder Weg hat mal ein Ende (#9)
1975 - Er gehört zu mir (#7)
1976 - Lieder der Nacht (#6)
1977 - Marleen (#5)

## Trivia
In 1970 nam ze onder de naam Marianne Rosenberger een Nederlandstalig liedje op Is er een kans (vertaling van Wer Liebe Sucht). Pierre Kartner tekende voor de productie.
- Gemeinsame Normdatei: 123225795
- International Standard Name Identifier: 0000 0001 1874 9157
- Library of Congress Control Number: no00049212
- MusicBrainz: ff15d38b-9670-445d-987b-4c879c7674fb
- Nederlandse Thesaurus van Auteursnamen: 073946109
- Virtual International Authority File: 36462370
- WorldCat: E39PBJrgJYBGrPfBRMtVVqq84q